# Élections parlementaires brésiliennes de 2018
Des élections parlementaires ont lieu au Brésil le 7 octobre 2018 dans le cadre des élections générales afin de renouveler les 513 sièges de la Chambre des députés ainsi que les deux tiers des 81 sièges du Sénat composant le Congrès national du Brésil. Les élections à la présidence de la République et pour les chambres et gouverneurs des États se tiennent en même temps.
Le scrutin est marqué par la percée du Parti social-libéral (PSL) de Jair Bolsonaro, qui arrive en tête en nombre de voix à la Chambre des députés et qui devient le deuxième parti du Parlement en termes d’élus.

## Système électoral

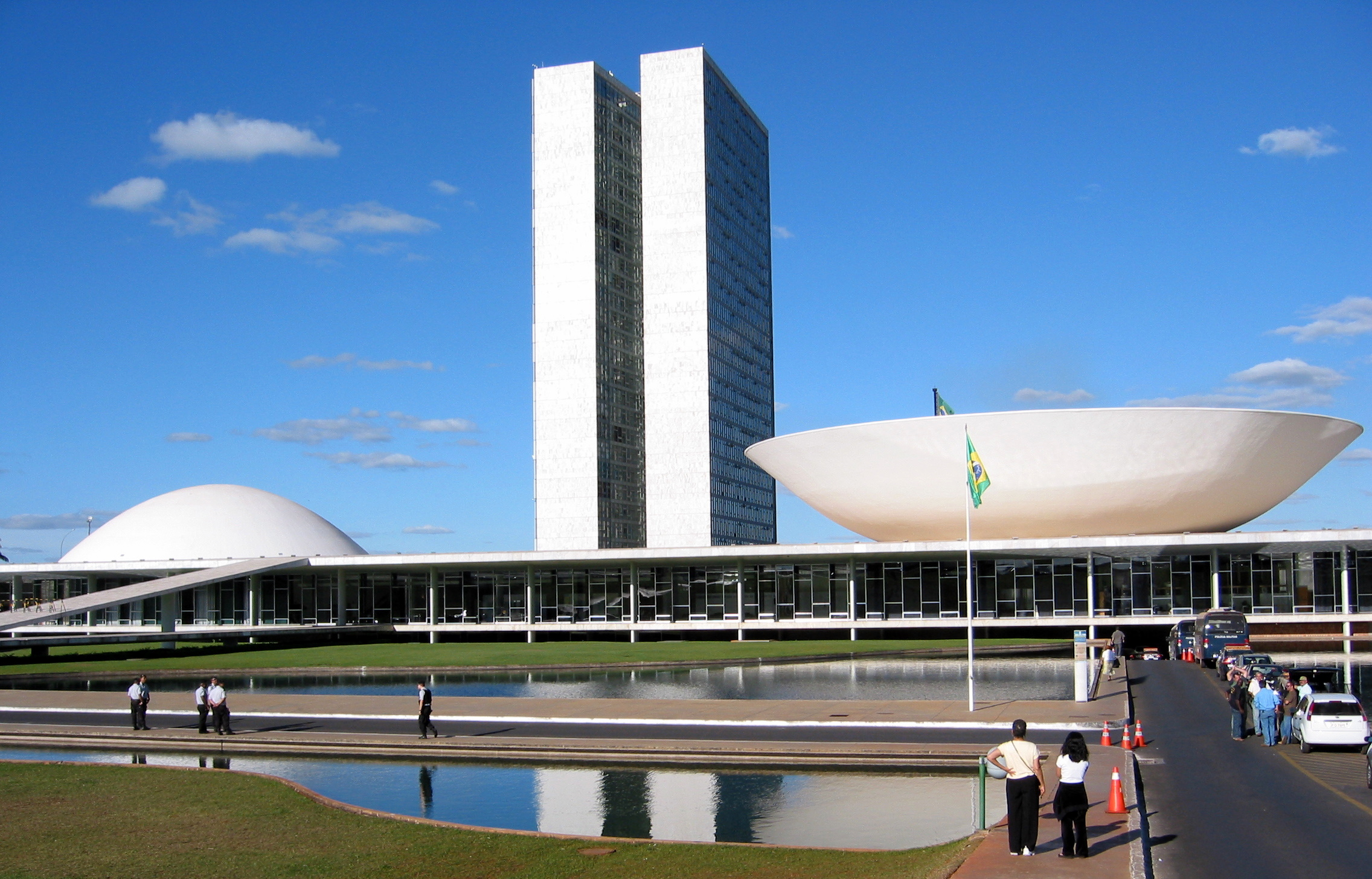
Le Palais du Congrès national, à Brasilia.

Le Congrès national du Brésil est un parlement bicaméral. Sa chambre basse, la Chambre des députés, est dotée de 513 députés élus pour quatre ans au scrutin proportionnel plurinominal de listes. Le pays est découpé en 27 circonscriptions plurinominales correspondants aux 26 États plus le District fédéral de la capitale Brasilia et dotées de 8 à 70 sièges en fonction de leur population. Les électeurs ont la possibilité d’effectuer un vote préférentiel en faveur d'un candidat de la liste pour laquelle ils votent, afin de faire remonter sa position dans la liste établie par le parti. 
Après décompte des suffrages dans les circonscriptions les sièges répartis à la proportionnelle le sont sans seuil électoral, sur la base du quotient simple et de la méthode dite de la plus forte moyenne, qui avantage les gros partis. Les sièges remportés par chaque liste sont ensuite attribués aux candidats ayant recueilli le plus grand nombre de suffrages préférentiels en leur sein.
La chambre haute, le Sénat fédéral, est quant à elle dotée de 81 sénateurs élus pour huit ans mais renouvelés en deux fois, les sénatoriales alternant tous les quatre ans un renouvellement d'un tiers ou des deux tiers du sénat. Les élections de 2018 concernent les deux tiers des sénateurs, soit 54 sièges.
Les sièges sont à pourvoir au scrutin majoritaire binominal dans vingt sept circonscriptions de un ou deux sièges chacune correspondants aux 26 États plus le District fédéral de la capitale Brasilia. Lors des renouvellement par tiers, le vote a lieu dans chaque circonscription au scrutin uninominal majoritaire à un tour. Lorsque le renouvellement s'effectue pour les deux tiers, cependant, c'est un binôme de candidats qui est élu dans chacune d'elles au scrutin majoritaire plurinominal, les électeurs étant dotés de deux voix qu'ils peuvent répartir sur les candidats de leur choix.
Le vote est obligatoire pour les citoyens de 18 à 70 ans, et facultatif pour ceux âgés de 16 à 18 ans et les plus de 70 ans. Un âge minimal de 21 ans est requis pour se présenter à la chambre. Il est de 35 ans pour les candidats au poste de sénateur. Dans les deux cas, les candidatures sans étiquette sont interdites, les candidats devant obligatoirement être membres d'un parti politique officiel. La citoyenneté brésilienne de naissance est également exigée,

## Résultats

### Chambre des députés
|                          |                                                  |             |       |        |               |  |  |  |  |
| Partis                   | Partis                                           | Votes       | %     | Sièges | +/-           |  |  |  |  |
|                          | Parti social-libéral (PSL)                       | 11 457 878  | 11,65 | 52     | 51            |  |  |  |  |
|                          | Parti des travailleurs (PT)                      | 10 126 611  | 10,30 | 56     | 13            |  |  |  |  |
|                          | Parti de la social-démocratie brésilienne (PSDB) | 5 905 541   | 6,01  | 29     | 25            |  |  |  |  |
|                          | Parti social démocratique (PSD)                  | 5 749 008   | 5,85  | 34     | 2             |  |  |  |  |
|                          | Parti progressiste (PP)                          | 5 480 067   | 5,57  | 37     | 1             |  |  |  |  |
|                          | Mouvement démocratique brésilien (MDB)           | 5 439 167   | 5,53  | 34     | 32            |  |  |  |  |
|                          | Parti socialiste brésilien (PSB)                 | 5 386 400   | 5,48  | 32     | 2             |  |  |  |  |
|                          | Parti de la République (PR)                      | 5 224 591   | 5,31  | 33     | 1             |  |  |  |  |
|                          | Parti républicain brésilien (PRB)                | 4 992 016   | 5,08  | 30     | 9             |  |  |  |  |
|                          | Démocrates (DEM)                                 | 4 581 162   | 4,66  | 29     | 8             |  |  |  |  |
|                          | Parti démocratique travailliste (PDT)            | 4 545 846   | 4,62  | 28     | 9             |  |  |  |  |
|                          | Parti socialisme et liberté (PSOL)               | 2 783 669   | 2,83  | 10     | 5             |  |  |  |  |
|                          | Nouveau Parti (NOVO)                             | 2 748 079   | 2,79  | 8      | Nv            |  |  |  |  |
|                          | Podemos (PODE)                                   | 2 243 320   | 2,28  | 11     | 7             |  |  |  |  |
|                          | Parti républicain de l'ordre social (PROS)       | 2 042 610   | 2,08  | 8      | 3             |  |  |  |  |
|                          | Parti travailliste brésilien (PTB)               | 2 022 719   | 2,06  | 10     | 15            |  |  |  |  |
|                          | Solidariedade (77)                               | 1 953 067   | 1,99  | 13     | 2             |  |  |  |  |
|                          | En avant                                         | 1 844 048   | 1,88  | 7      | 5             |  |  |  |  |
|                          | Parti social-chrétien (PSC)                      | 1 765 226   | 1,80  | 8      | 5             |  |  |  |  |
|                          | Parti vert (PV)                                  | 1 592 173   | 1,62  | 4      | 4             |  |  |  |  |
|                          | Parti populaire socialiste (PPS)                 | 1 590 084   | 1,62  | 8      | 2             |  |  |  |  |
|                          | Patriota (PATRI)                                 | 1 432 304   | 1,46  | 5      | 3             |  |  |  |  |
|                          | Parti humaniste de solidarité (PHS)              | 1 426 444   | 1,45  | 6      | 1             |  |  |  |  |
|                          | Parti communiste du Brésil (PCdoB)               | 1 329 575   | 1,35  | 9      | 1             |  |  |  |  |
|                          | Parti républicain progressiste (PRP)             | 851 368     | 0,87  | 4      | 1             |  |  |  |  |
|                          | Réseau autosuffisant (REDE)                      | 816 784     | 0,83  | 1      | Nv            |  |  |  |  |
|                          | Parti rénovateur travailliste brésilien (PRTB)   | 684 976     | 0,70  | 0      | 1             |  |  |  |  |
|                          | Parti de la mobilisation nationale (PMN)         | 634 129     | 0,64  | 3      | en stagnation |  |  |  |  |
|                          | Parti travailliste chrétien (PTC)                | 601 814     | 0,61  | 2      | en stagnation |  |  |  |  |
|                          | Parti de la patrie libre (PPL)                   | 385 197     | 0,39  | 1      | 1             |  |  |  |  |
|                          | Parti social-démocrate chrétien (DC)             | 369 386     | 0,38  | 1      | 1             |  |  |  |  |
|                          | Parti des femmes brésiliennes (PMB)              | 228 302     | 0,23  | 0      | Nv            |  |  |  |  |
|                          | Parti communiste brésilien (PCB)                 | 61 343      | 0,06  | 0      | en stagnation |  |  |  |  |
|                          | Parti socialiste des travailleurs unifié (PSTU)  | 41 304      | 0,04  | 0      | en stagnation |  |  |  |  |
|                          | Parti de la cause ouvrière (PCO)                 | 2 785       | 0,00  | 0      | en stagnation |  |  |  |  |
|                          |                                                  |             |       |        |               |  |  |  |  |
| Votes valides            | Votes valides                                    | 98 339 739  | 83,97 |        |               |  |  |  |  |
| Votes blancs et nuls     | Votes blancs et nuls                             | 18 771 737  | 16,03 |        |               |  |  |  |  |
| Total                    | Total                                            | 117 111 476 | 100   | 513    | en stagnation |  |  |  |  |
| Abstention               | Abstention                                       | 29 639 063  | 20,20 |        |               |  |  |  |  |
| Inscrits / participation | Inscrits / participation                         | 146 750 539 | 79,80 |        |               |  |  |  |  |

### Sénat
|                          |                                                  |             |       |        |        |               |  |  |  |
| Partis                   | Partis                                           | Votes       | %     | Sièges | Sièges | Sièges        |  |  |  |
| Partis                   | Partis                                           | Votes       | %     | Élus   | Total  | +/-           |  |  |  |
|                          | Parti des travailleurs (PT)                      | 24 785 670  | 14,46 | 4      | 5      | 7             |  |  |  |
|                          | Parti de la social-démocratie brésilienne (PSDB) | 20 310 558  | 11,85 | 4      | 10     | 1             |  |  |  |
|                          | Parti social-libéral (PSL)                       | 19 413 869  | 11,33 | 4      | 4      | 4             |  |  |  |
|                          | Mouvement démocratique brésilien (MDB)           | 12 800 290  | 7,47  | 7      | 9      | 9             |  |  |  |
|                          | Démocrates (DEM)                                 | 9 218 658   | 5,38  | 4      | 8      | 2             |  |  |  |
|                          | Parti social démocratique (PSD)                  | 8 202 342   | 4,79  | 3      | 3      | 3             |  |  |  |
|                          | Parti démocratique travailliste (PDT)            | 7 737 982   | 4,52  | 2      | 8      | en stagnation |  |  |  |
|                          | Parti progressiste (PP)                          | 7 529 901   | 4,39  | 5      | 5      | 1             |  |  |  |
|                          | Réseau autosuffisant (REDE)                      | 7 166 003   | 4,18  | 5      | 5      | 5             |  |  |  |
|                          | Parti socialiste brésilien (PSB)                 | 8 234 195   | 4,80  | 3      | 3      | en stagnation |  |  |  |
|                          | Podemos (PODE)                                   | 5 494 125   | 3,21  | 1      | 1      | 1             |  |  |  |
|                          | Parti socialisme et liberté (PSOL)               | 5 273 853   | 3,08  | 0      | 0      | 1             |  |  |  |
|                          | Parti humaniste de solidarité (PHS)              | 4 228 973   | 2,47  | 2      | 2      | 2             |  |  |  |
|                          | Parti social-chrétien (PSC)                      | 4 126 068   | 2,41  | 1      | 1      | en stagnation |  |  |  |
|                          | Solidariedade (SD)                               | 4 001 903   | 2,34  | 0      | 1      | en stagnation |  |  |  |
|                          | Parti de la République (PR)                      | 3 130 082   | 1,83  | 1      | 2      | 2             |  |  |  |
|                          | Parti populaire socialiste (PPS)                 | 2 954 800   | 1,72  | 2      | 2      | 1             |  |  |  |
|                          | Parti républicain progressiste (PRP)             | 1 974 061   | 1,15  | 1      | 1      | 1             |  |  |  |
|                          | Parti travailliste brésilien (PTB)               | 1 899 838   | 1,11  | 2      | 7      | 1             |  |  |  |
|                          | Parti communiste du Brésil (PCdoB)               | 1 673 190   | 0,98  | 0      | 0      | 1             |  |  |  |
|                          | Parti républicain brésilien (PRB)                | 1 505 607   | 0,88  | 2      | 2      | 1             |  |  |  |
|                          | Parti républicain de l'ordre social (PROS)       | 1 370 513   | 0,80  | 1      | 1      | 1             |  |  |  |
|                          | Parti de la mobilisation nationale (PMN)         | 329 973     | 0,19  | 0      | 0      | 1             |  |  |  |
|                          | Démocratie chrétienne (DC)                       | 154 068     | 0,09  | 0      | 1      | en stagnation |  |  |  |
|                          |                                                  |             |       |        |        |               |  |  |  |
| Votes valides            | Votes valides                                    | 55 115 654  | 47,06 |        |        |               |  |  |  |
| Votes blancs et nuls     | Votes blancs et nuls                             | 61 995 824  | 52,94 |        |        |               |  |  |  |
| Total                    | Total                                            | 117 111 478 | 100   | 54     | 81     | en stagnation |  |  |  |
| Abstention               | Abstention                                       | 29 639 061  | 20,20 |        |        |               |  |  |  |
| Inscrits / participation | Inscrits / participation                         | 146 750 529 | 79,80 |        |        |               |  |  |  |

## Analyse
Les résultats surprennent la plupart des analystes, qui tablaient sur un relativement faible renouvellement du Parlement. Au contraire, seuls 46 % des députés parviennent à se faire réélire.
Alors que le  Parti social-libéral n’avait obtenu qu’un seul élu aux élections de 2014, il remporte cette fois 56 sièges de parlementaires, ce qui en fait la deuxième force politique au Parlement brésilien. En nombre de voix, il arrive même en tête (11,5 millions), devant le Parti des travailleurs (10,1 millions). Ce bon résultat repose principalement sur le programme et la popularité de Jair Bolsonaro, candidat d'extrême-droite arrivé dans le même temps en tête du premier tour de l’élection présidentielle, puis victorieux du second tour, et dont deux des fils sont élus parlementaires (avec 1,8 million de suffrages, son fils Eduardo est le député le mieux élu de l'histoire du pays),. À la suite de la victoire de Bolsonaro, les résultats de ces élections parlementaires devraient permettre à celui-ci de disposer d’une majorité lui étant favorable.
À l’inverse, le Parti des travailleurs (PT), le Parti de la social-démocratie brésilienne (PSDB) et le Mouvement démocratique brésilien (MDB) connaissent un important recul. Parmi les battus, figurent le président du Sénat, Eunício Oliveira (MDB), ainsi que l’ancienne présidente de la République Dilma Rousseff (PT), qui arrive en quatrième position dans son État natal du Minas Gerais alors que les sondages la donnaient grande favorite,,,.